# Santa Rosa de Lima, San Lucas Ojitlán
Santa Rosa de Lima är en ort i Mexiko.   Den ligger i kommunen San Lucas Ojitlán och delstaten Oaxaca, i den sydöstra delen av landet, 300 km sydost om huvudstaden Mexico City. Santa Rosa de Lima ligger 87 meter över havet och antalet invånare är 144.
Terrängen runt Santa Rosa de Lima är varierad. Runt Santa Rosa de Lima är det ganska glesbefolkat, med 39 invånare per kvadratkilometer. Närmaste större samhälle är San Lucas Ojitlán, 9,4 km norr om Santa Rosa de Lima. Trakten runt Santa Rosa de Lima består huvudsakligen av våtmarker.